# پسر آدم، دختر حوا
پسر آدم، دختر حوا دومین فیلم سینمایی رامبد جوان محصول سال ۱۳۸۷ است که در تاریخ ۲۳ تیر ۱۳۸۹ اکران شد. این فیلم موفقترین و پربیننده‌ترین و پرفروش‌ترین فیلم کمدی در سال ۱۳۸۹ بوده‌است. به گفته رامبد جوان در برنامه خندوانه قرار بود شهاب حسینی نقش فرهود را بازی کند و مهران مدیری نقش ناصر اما مهران مدیری بعد از خواندن متن از نقش وکیل خوشش آمده اما به خاطر طولانی شدن پیش تولید حامد کمیلی جایگزین شد. این فیلم در بیست و هشتمین دوره جشنواره فیلم فجر شرکت کرد.

## بازیگران
- مهناز افشار در نقش مینا بزرگمهر
- حامد کمیلی در نقش فرهود زندی
- رامبد جوان در نقش ناصر
- شیلا خداداد در نقش محبوبه
- لیلا اوتادی در نقش ساناز
- فرامرز صدیقی در نقش پدر مینا
- کیومرث ملک‌مطیعی در نقش آقای قنبری
- حسین محب‌اهری در نقش قاضی
- محمود بنفشه‌خواه در نقش مالک آپارتمان
- سعید پیردوست در نقش بنگاهی
- محسن قاضی‌مرادی در نقش بنگاهی
- مهوش وقاری در نقش مادر فرهود
- ملکه رنجبر در نقش مراجعه کننده
- کیانوش گرامی
- علیرضا ریاحی در نقش سیامک

## عوامل
- صدابردار: بهروز معاونیان
- طراح صحنه و لباس: آتوسا قلمفرسایی
- طراح چهره‌پردازی: مهرداد میرکیانی
- مجری طرح و مدیر تولید: آزیتا موگویی

## جزئیات
- ژانر: کمدی رمانتیک
- رنگ: رنگی
- صدا: Mono
- لوکیشن: تهران

## خلاصه فیلم
فرهود (حامد کمیلی) و مینا (مهناز افشار)، دو وکیل جوان بر سر تصاحب دفتر کاری که با کلاهبرداری به آن دو داده شده، به رقابت می‌پردازند. در این بین ناصر (رامبد جوان) و محبوبه (شیلا خداداد) می‌خواهند از هم جدا شوند. فرهود و مینا وکالت این دو را می‌پذیرند و رقابتشان وارد دور تازه‌ای می‌شود.

## بن‌مایه
- ماهنامهٔ فیلم‌نگار، شماره ۹۵، شهریور ۱۳۸۹، سال نهم
- پسر آدم، دختر حوا در بانک جامع اطلاعات سينماى ايران
- مجله سینمایی اینترنتی سی‌نت